# Quinton Hosley
Pour les articles homonymes, voir Quinton.
Quinton Robert Hosley, né le 25 mars 1984 à New York, New York, est un joueur américano-géorgien de basket-ball. Il évolue au poste d'ailier.

## Biographie

### Carrière universitaire
Il passe ses deux premières années universitaires au Lamar Community College (en).
Puis, il part à l'université d'État de Californie à Fresno où il joue pour les Bulldogs entre 2005 et 2007.

### Carrière professionnelle
Le 28 juin 2007, lors de la draft 2007 de la NBA, automatiquement éligible, il n'est pas sélectionné. En 2007, il signe son premier contrat professionnel en Turquie au Pınar Karşıyaka. En 2008, il rejoint le championnat espagnol et l'équipe du Real Madrid. Après avoir été libéré par le Real Madrid en raison de faibles performances, il signe un contrat avec le club turc du Galatasaray Café Crown.
Le 28 septembre 2009, il signe un contrat avec les Trail Blazers de Portland. Le 3 octobre 2009, il est libéré par les Trail Blazers. Le 23 octobre 2009, il revient en Turquie et signe à l'Aliağa Petkim (en).
Durant l'été 2010, il signe un contrat de deux ans avec le club espagnol du DKV Joventut.
Le 30 juillet 2011, signe en Italie chez le Dinamo Basket Sassari.
Le 8 août 2012, il signe un contrat d'un an avec le club polonais du Stelmet Zielona Góra. En 2013, Hosley remporte le championnat polonais (le premier titre de champion dans l'histoire du Zielona Góra). Il est également nommé MVP des Finals.
Le 8 juillet 2013, Hosley signe avec le club italien du Virtus Roma pour la saison 2013-2014.
En juillet 2014, Hosley retourne chez le club polonais de Zielona Góra où il signe un contrat pour la saison 2014-2015. Il est une nouvelle fois nommé MVP des PLK Finals en 2015, après la victoire de Zielona Góra contre PGE Turów Zgorzelec 4 matches à 2.
Le 3 août 2015, il signe un contrat d'un an en Russie au Krasny Oktyabr (en). Un mois plus tard, le 3 septembre, il quitte le club russe sans avoir joué un seul match avec eux. Le 6 octobre 2015, il revient en Turquie où il signe au Yeşilgiresun Belediye (en) pour le reste de la saison 2015-2016.
Le 22 juillet 2016, il signe en France au Nanterre 92 qui évolue en première division. Le 14 septembre, il décide de quitter le club en raison de problèmes familiaux.

## Sélection nationale
En 2010, il obtient la nationalité géorgienne.

## Statistiques

### Universitaires
Les statistiques en matchs universitaires de Quinton Hosley sont les suivantes :
| Saison    | Équipe       | Matchs | Titul. | Min./m | % Tir | % 3pts | % LF | Rbds/m. | Pass/m. | Int/m. | Ctr/m. | Pts/m. |
| --------- | ------------ | ------ | ------ | ------ | ----- | ------ | ---- | ------- | ------- | ------ | ------ | ------ |
| 2002-2003 | Lamar (en)   |        |        |        |       |        |      |         |         |        |        |        |
| 2003-2004 | Lamar        |        |        |        |       |        |      |         |         |        |        |        |
| 2005-2006 | Fresno State | 28     | 28     | 35,1   | 40,7  | 34,3   | 74,9 | 9,18    | 1,36    | 2,07   | 1,11   | 18,57  |
| 2006-2007 | Fresno State | 32     | 32     | 33,2   | 41,8  | 32,2   | 67,2 | 8,88    | 1,47    | 1,31   | 0,59   | 13,91  |
| Total     |              | 60     | 60     | 34,1   | 41,2  | 33,3   | 71,0 | 9,02    | 1,42    | 1,67   | 0,83   | 16,08  |

## Palmarès
- 2× PLK champion (2013, 2015)
- PLK Most Valuable Player (2013)
- 2× PLK Finals MVP (2013, 2015)
- PLK First Team (2015)
- PLK Best Defender (2015)
- TBL All-Star MVP (2008)